# گویدیون
نام گویدیون بارها در ادبیات کهن ولزی آمده است. گویدیون از شخصیت‌های اصلی مابینوگیون, اثر معروف ادبیات ولزی قدیم, می‌باشد. تبار گویدیون به ایزدبانو دن می‌رسد که معادل آن در اساطیر ایرلند, ایزدبانو دانو می‌باشد که خدایان دین ایرلند پیشامسیحیت موسوم به توآتا دی دانان فرزندان او به شمار می‌روند. حکایت‌ها و داستان‌های گویدیون شباهت زیادی به روایات منسوب به اودین, ایزد بزرگ ژرمنی, دارد. تولد و اصل و نسب هر دوی آن‌ها در هاله‌ای از ابهام و سحرآلود است و هر دوی ایشان در فنون رزمی و جنگی, فصاحت و سخنوری و سحر و جادو بسیار ممتاز و برجسته بوده‌اند. علی رغم تمام این شباهت‌ها, گویدیون یک ایزد محلی بود که تنها در ولز پرستیده می‌شد اما اودین ایزدی بود که در همه اقوام و طوایف جامعه توتونی (ژرمنی) رواج داشت. 

## گویدیون در مابینوگیون

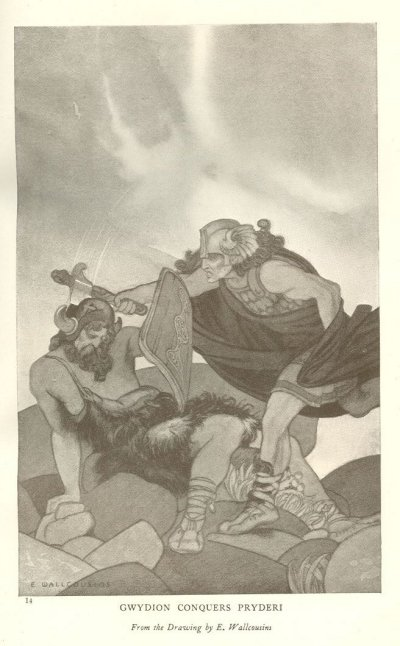
گویدیون, پرایدری را در یک نبرد تن به تن شکست می‌دهد اثر E. Wallcousins.

چهارمین دفتر مابینوگی شرح ماجرای فرزندان ایزدبانو دن (دان) می‌باشد. قطعه اول درباره عموی گویدیون, مت پسر متونوی, می‌باشد. مت, فرمانروای منطقه گوینت در شمال ولز, طلسم شده بود که جز به هنگام جنگ, باید پایش را بر روی دامن یک دختر باکره نگه دارد زنده ماندن او به این کار وابسته بود و باکره بودن دختر ضرورت داشت. گیل‌فائتوی (گیلوای‌توی) برادر گویدیون و برادرزاده مت عاشق یکی از دخترهای باکره مت, به نام گوئوین (گوین) شد. گویدیون که این موضوع را می‌فهمد, می‌خواهد به برادرش کمک کند. او با قدرت جادوگری‌اش, عمویش را مجاب کرد. او قول می‌دهد که خوک‌های جادویی پرایدری, فرمانروای منطقه دایفد (در تلفظ ولزی داوید) در جنوب ولز, را برای مت بگیرد. آنگاه با یازده تن دیگر به شکل رامشگر درآمدند و به دربار پرایدری می‌روند. چون گویدیون «بهترین قصه‌گوی جهان بود» (که امری رایج در اساطیر سلتی است) توانست پرایدری را متقاعد کند که در ازای خوک‌هایش, دوازده گوزن, دوازده سگ شکاری و دوازده سپر زرین بدهد اما این طلسم فقط یک روز دوام داشت و گویدیون و افرادش خوک را گرفته و شتابان فرار کردند. پرایدری و لشکریانش آن‌ها را تا گوینت تعقیب کردند. در این هنگام مت وارد جنگ با پرایدری شد و گویدیون و برادرش, گیلوای‌توی, از فرصت پیش آمده استفاده کردند و در بستر خود مت به گوئوین تجاوز کردند. گویدیون سرانجام پرایدری را در نبردی تن به تن شکست می‌دهد اما با این وجود مت که از آنچه برادرزادگانش بر سر گوئوین آورده‌اند, خمشگین است آن‌ها را نفرین می‌کند. دو برادر به مدت سه سال به یک جفت حیوان نر و ماده تبدیل شدند. به این ترتیب که آن‌ها هر سال تبدیل به جفت دیگری می‌شدند: گوزن نر و ماده, گراز نر و ماده و گرگ نر و ماده. 

### ماجرای لی‌لاوگیفس (لیو لاو جیفس)[۱۵]
دومین قطعه دفتر چهارم درباره آریانرود, خواهر گویدیون, است. آریانرود از مت می‌خواهد که جای خالی باکره نگهدارنده پا را به او واگذار کند اما در آزمون باکرگی مردود می‌شود و به محض آن که بر عصای جادویی مت قدم می‌گذارد, دو پسر به دنیا می‌آورد. محوریت این داستان با پسر دوم هست. گویدیون آن پسر را می‌گیرد و در سینه‌اش پنهان می‌کند بدون آن که کسی متوجه شود. در واقع این بچه او بود چون پنهانی با آریانرود آمیزش داشت. آریانرود این پسر را سه نفرین می‌کند. نامی نداشته باشد مگر این که مادرش انتخاب کند, سلاحی نداشته باشد مگر این که مادر آن را آماده کرده باشد و همسر میرا نداشته باشد. گویدیون جادوگر با نیرنگ, آریانرود را وادار می‌کند که نامی برای او انتخاب کند - لی‌لاوگیفس به معنای شخصیتی درخشان با دستان ماهر- و او را مسلح می‌کند. سپس گویدیون با کمک مت, همسری برای لیو درست می‌کنند که از گل بلوط, گل پرطاووسی و اسپیره کوهی آفریده شده است و او را بلودیوود می‌نامند. 
مرگ لی‌لاوگیفس نیز به اندازه تولدش متناقض و سحرآمیز است.  کشتن او در خانه یا بیرون از خانه, روی زمین یا روی آب, برهنه یا لباس پوشیده امکان ناپذیر است و فقط او را می‌توان با نیزه‌ای کشت که در هنگام ممنوعیت کار ساخته شده باشد. چنین مرگ دشواری فقط با خیانت یک زن صورت می‌کرد و این جا هم همین اتفاق می‌افتد. بلودیوود که بی‌ریشه است, فاقد هرگونه احساس وفاداری و اخلاقی است. او با معشوقش, گرونو پبیر, توطئه‌ای تدارک می‌بیند تا لیو راز مرگش را نزد همسرش افشا کند. سپس گرونو در تنها حالتی که مرگ لیو امکان پذیر بود, نیزه‌ای را به سمت او پرتاب کرد اما نیزه او را نکشت بلکه فقط زخمی کرد. لیو به عقابی تبدیل شد و به درون درخت بلوطی پرواز کرد. گویدیون با آواز او را از درخت بیرون آورد و به حالت انسان درآورد. سپس برای مجازات بلودیوود او را به جغد تبدیل کرد. پرنده‌ای که کلیه پرندگان از او دوری می‌کنند و محکوم است که به تنهایی و در شب شکار کند. در نهایت لیو, گرونو را کشت.  
لی‌لاوگیفس احتمالا یک خدای باستانی بریتانیایی بوده که همتای لوگ در اساطیر ایرلند به شمار می‌رفته است. نام هر دوی آن‌ها با نور در ارتباط است. ولادت, سرنوشت, نامیرایی و مراقبتی که گویدیون از او می‌کند, تبار و منزلت آسمانی او را نشان می‌دهد.  